# Unterseeboot UB-120
Pour les autres navires du même nom, voir Unterseeboot 120.
L'Unterseeboot UB-120 est un sous-marin (U-Boot) allemand de type UB III utilisé par la Kaiserliche Marine pendant la Première Guerre mondiale. Il a été mis en service dans la marine impériale allemande le 23 mars 1918.
L'UB-120 s’est rendu aux Britanniques le 24 novembre 1918, conformément aux exigences de l’armistice avec l’Allemagne. Il a été démantelé à Swansea en 1922.

## Conception
Comme tous les sous-marins de type UB III, l'UB-120 avait un déplacement de 512 tonnes en surface et de 643 tonnes en immersion. Ses moteurs lui permettaient de naviguer à 13,9 nœuds (25,7 km/h) en surface et à 7,6 nœuds (14,1 km/h) en immersion. Il avait un rayon d'action de 7280 milles marins (13480 km) à sa vitesse de croisière. L'UB-120 transportait 10 torpilles et était armé d’un canon de pont de 8,8 cm. L'UB-120 avait un équipage pouvant compter jusqu’à 3 officiers et 31 hommes.

## Historique des services
L'UB-120 a été construit par AG Weser à Brême. Après un peu moins d’un an de construction, il a été lancé à Brême le 23 février 1918. Il a été mis en service plus tard la même année sous le commandement de l'Oberleutnant zur See Richard Plum.

## Affectations
- IIIe flottille : du 1er juillet au 11 novembre 1918

## Commandants
- Oberleutnant zur See Richard Plum[5] : du 23 mars au 11 novembre 1918

## Navires coulés
| Date        | Nom    | Nationalité | Tonnage | Destin. |
| ----------- | ------ | ----------- | ------- | ------- |
| 3 août 1918 | Ludvig | Danemark    | 145     | Coulé   |